# Église Saint-François du Christ-Roi
L'église Saint-François du Christ-Roi est une église moderne de Venise. Elle est la principale église de la Congrégation des Sœurs Franciscaines du Christ Roi. 

## Historique
L'édifice actuelle de cette église a été construite en 1459. Elle est consacrée à Saint François d'Assise et au Christ-Roi.
Alors que deux femmes nobles fondèrent la Congrégation des Sœurs Franciscaines du Christ Roi en 1471, elle en firent l'église principale de leur fondation. Au début du XIXe siècle, à l'époque Napoléonienne, l'empereur fit fermer fermer l'église et la Maison-Mère de la Congrégation. En 1878, les Sœurs Franciscaines du Christ Roi rétablirent leurs couvents et l'église Saint-François du Christ-Roi. 
En 1950, des travaux sont entrepris pour rénover et agrandir l'église. Le nouvel édifice est consacré en 1952.

## Extérieur
L'entrée est plutôt de style baroque, mais l'extérieur de l'église est très simple.

## Intérieur
L'intérieur de l'église Saint-François du Christ-Roi est composée d'une nef avec deux bas-côtés. À l'entrée, à droite, il se trouve une petite chapelle. L'intérieur de l'édifice est très simple, l'église met en valeur le silence et la prière.

## Tombeaux et reliques
- Tombe de la Vénérable Serafina Gregoris